# Helicodontium spicatinervium
Helicodontium spicatinervium là một loài Rêu trong họ Myriniaceae. Loài này được R.S. Williams mô tả khoa học đầu tiên năm 1909.